# Franz Hoelzl
Franz Hoelzl (Kufstein, 6 april 1946) is een Oostenrijkse schaker met een FIDE-rating van 2363 in 2005 en 2327 in 2016. Hij is, sinds 1985, een internationaal meester (IM). In 1975 en 1981 was hij kampioen van Oostenrijk. 
In 1989 en 1997 nam Franz Hoelzl deel aan het Europees Schaakkampioenschap voor landenteams. 

In 1976, 1978, 1980, 1982, 1986, 1990,  2002 en 2002 nam hij met het Oostenrijkse team deel aan de Schaakolympiade. 

In 2002 speelde hij met SC Die Klagenfurter mee in het 18e toernooi om de Europese Verenigingsbeker; Hölzl speelde aan bord 3 en behaalde 2 punten uit 6 partijen. 
Ook in augustus 2005 speelde Hoelzl mee in het toernooi om het kampioenschap van Oostenrijk dat in Gmunden verspeeld werd. Hij eindigde met 4 punten uit 11 ronden op de elfde plaats.

## Externe koppelingen
- (en)   Informatie over schaakpartijen van Franz Hoelzl op ChessGames.com
- (en)   Informatie over schaakpartijen van Franz Hoelzl op 365chess.com
- (en)  FIDE-ratinggegevens voor Franz Hoelzl